# کلاین برسن
کلاین برسن (به آلمانی: Klein Berßen) یک شهر در آلمان است که در امسلاند واقع شده‌است. کلاین برسن ۱٬۱۵۰ نفر جمعیت دارد.